# Paul Reinbacher
Paul Reinbacher (* 1978 in Fürstenfeld, Steiermark) ist ein österreichischer Sozial- und Wirtschaftswissenschafter und Management-Berater.

## Leben
Paul Reinbacher studierte internationale Wirtschaftsbeziehungen und Soziologie. Er promovierte über Wissensmanagement. Nach Tätigkeiten in der Industrie und in der Unternehmensberatung arbeitete er an der FH Campus Wien am Aufbau des Europäischen Joint-Degree-Masterprogramms „Sozialwirtschaft und Soziale Arbeit“ (SOWOSEC) mit. Zehn Jahre lang war er an der Pädagogischen Hochschule Oberösterreich auf einer Professur für Bildungs- und Qualitätsmanagement neben seiner Lehr- und Forschungstätigkeit auch für den Aufbau des Qualitätsmanagement sowie für die strategische und operative Organisationsentwicklung verantwortlich. Mit Stand 2024 ist er als Vizerektor für Forschung und Entwicklung vorrangig im Hochschulmanagement tätig. Neben der Vortragstätigkeit im Rahmen von Tagungen und Konferenzen, insbesondere im sogenannten Third Space, nimmt er Lehraufträge an Universitäten und Hochschulen wahr.
Im Mittelpunkt seiner Arbeit stehen Fragen des Management aus soziologischer Perspektive. Dies betrifft in erster Linie Konzepte des Wissensmanagements, des Qualitätsmanagements und des Marketing-Managements sowie konkrete Instrumente wie zum Beispiel die SWOT-Analyse. Er arbeitet auch über die moralisch-ethische und die künstlerisch-ästhetische Dimension von Organisationen bzw. von deren Management. Zusätzlich zu den instrumentellen, zweckrationalen Aspekten von sozialen Systemen sucht er deren emotionale, wertrationale Elemente herauszuarbeiten. Außerdem verfolgt er Projekte zur angewandten Ästhetik, in denen er Marketing  als Ausdruck von Alltagsästhetisierung (in Form von Markenentwicklung, Grafikdesign etc.) versteht.

## Publikationen (Auswahl)
- Amazonisierung: Beobachtungen der Bequemlichkeitsgesellschaft. Marburg: Metropolis 2024, ISBN 978-3731615712
- Systemisches Qualitätsmanagement: Grundlagen, Systemtheorie und Anwendung. UTB 6113.  München: UVK 2023, ISBN 978-3825261139
- Bildung der Gesellschaft: Zur Anatomie der Österreichischen Pädagogischen Hochschule. Wien: Passagen 2022, ISBN 978-3-7092-0524-2.
- Fehlvereinfachungen: Komplikationen und Korrekturen. Wien: Passagen 2021, ISBN 978-3-7092-0454-2.
- Qualität und Qualitätsmanagement im Universitäts- und Hochschulbetrieb. Plädoyer für einen Paradigmenwechsel. Beltz Juventa, Weinheim 2019, ISBN 978-3779960942.
- Generation Bilderbuch? In: Der Standard, 30. März 2019, S. 42.
- Marketingsoziologie. Systemisch-systemtheoretische Perspektiven. Beltz Juventa, Weinheim 2018, ISBN 978-3779938705.
- Gegenaufklärung oder: Die neue Empfindlichkeit. In: Der Standard, 21./22. April 2018, S. 39.
- »Sozialkapital« als affektive Struktur sozialer Systeme. In: Schweizerische Zeitschrift für Soziologie. Bd. 43, Nr. 1, 2017, S. 15–35.
- Qualitätsmanagement? Kitsch! In: The European. Das Debatten-Magazin. 12. Oktober 2015.
- Kein Scheiß: Politische Korrektheit als Kitsch. In: The European. Das Debatten-Magazin. 24. April 2015.
- Paradigmenwechsel in der Sozialwirtschaft: Sozialmarketing als neue Steuerungsphilosophie? Eine Analyse unter Rückgriff auf T. Parsons. In: Österreichische Zeitschrift für Soziologie. Bd. 39, Nr. 3, 2014, ISSN 1011-0070, doi:10.1007/s11614-014-0139-1, S. 181–198.
- Marketing als Meta-Konzept für das Management von Schulen?! In: Zeitschrift für Bildungsforschung. Bd. 4, Nr. 4, 2014, ISSN 2190-6890, doi:10.1007/s35834-014-0087-7, S. 173–189.
- Die Katze im Sack. Oder: Qualität als Managementaufgabe. In: Zeitschrift Führung + Organisation. Bd. 83, Nr. 3, 2014, ISSN 0722-7485, S. 180–183.
- Der Nutzen des Risikos für die Organisation. Management von Risiko, Management als Risiko oder Management mit Risiko? In: Zeitschrift Führung + Organisation. Bd. 82, Nr. 6, 2013, ISSN 0722-7485, S. 422–427.
- Dimensionen von Sozialmanagement. In: Armin Wöhrle (Hrsg.): Auf der Suche nach Sozialmanagementkonzepten und Managementkonzepten für und in der Sozialwirtschaft. Eine Bestandsaufnahme zum Stand der Diskussion und Forschung in drei Bänden. Band 1: Übersicht, Einordnung und Bilanzen. Ziel, Augsburg 2012, ISBN 978-3-940562-63-0, S. 72–93.
- Gewissensmanagement in Organisationen. Möglichkeiten im Umgang mit Corporate Social Responsibility. VS – Verlag für Sozialwissenschaften, Wiesbaden 2009, ISBN 978-3-531-16736-7. (Zugleich: Graz, Universität, Diplomarbeit, 2008)
- SWOT-Analyse. Der Klassiker für Fortgeschrittene. In: OrganisationsEntwicklung. Bd. 28, Nr. 3, 2009, ISSN 0724-6110, S. 72–76
- Wissensdynamik in Communities. Sozialkapital und seine Wirkung auf die Lernfähigkeit sozialer Systeme. Mit einem Geleitwort von Ursula Schneider und Helmut Staubmann. VS – Verlag für Sozialwissenschaften, Wiesbaden 2008, ISBN 978-3-531-16070-2 (Zugleich: Graz, Universität, Dissertation, 2007).